# 夜叉：浴血谍战
是一部2022年上映的韩国间谍動作片，由薛耿求、朴海秀及池內博之主演，並在台灣和韓國兩地完成拍攝。該影片講述的是韓國國家情報院海外分部小隊在中國沈阳市執行任務的故事。这部电影于2022年4月8日上架Netflix。

## 演员阵容

### 主要人物
- 薛景求 饰演 池康仁，黑色小隊分隊長，負責韓國在海外特殊任務，外號「夜叉」。
- 朴海秀 饰演 韓搘訓，大韓民國檢察官。
- 池內博之 饰演 小澤慶喜，日本內閣情報調查室出身，代號「D7」。

### 其他人物
- 梁東根 饰演 洪泰九，黑色小隊成員，國情院科長。
- 李伊 饰演 熙媛，黑色小隊成員。
- 宋再臨 饰演 在圭，黑色小隊成員。
- 朴珍荣 饰演 正大，黑色小隊成員。
- 李秀敬 饰演 文珠妍，文秉旭的女兒。
- 陳慶 饰演 廉貞媛，國情院第四局長。
- 南慶邑 饰演 文秉旭，北韓勞動黨39室長，代號「39號」，為北韓籌措資金。
- 崔元英 饰演 李燦英，尚仁集團會長。
- 金承勋 饰演 黄部长
- 李智勋 饰演 朴检察官
- 柳正浩 饰演 吴室长
- 申文成 饰演 王教授
- 池贤俊 饰演 開場的背叛者
- 杨末福 饰演 搘训的母亲
- 池易洙 饰演 惠珍
- 李奎浩 饰演 中央地检记者

### 特别出演
- 陳瑞妍 饰演 蓮熙，食堂老闆娘，北韓安全保衛部幹員。
- 姚以緹 饰演 Eleven，瀋陽的地頭大姐大。

## 拍摄
尽管剧情设定的舞台是中国的沈阳市，但该片在台湾的台北、高雄、台中等地以及韩国取景。

## 外部連結
- 在Netflix上觀看《夜叉：浴血谍战》
- Daum上《夜叉：浴血谍战》的資料

- 韩国电影数据库（KMDb）上《夜叉：浴血谍战》的資料